# アコンポン
アコンポン（英語: Accompong）は、ジャマイカのセント・エリザベス教区の丘陵に位置する、歴史的なマルーンの村落である。英国の支配から逃げた奴隷が移り住んだ地域のひとつで、今日も現存している。
住民は、200から300年前に由来するアフリカ文化と同様の習慣と文化を持つ。アコンポンの名前は、英国からの支配からの解放を求めて戦ったマルーンの指導者、クジョー（Cudjoe）の弟の名前にちなんで名付けられた。
1738年1月、英国とマルーンとの間で正式に平和条約が調印された場所である「ピース・ケイヴ」は、アコンポン・タウンの近くにある。毎年1月6日には、マルーンの自治を承諾する条約が調印されたことを祝うフェスティバルが行われ、マルーンの子孫と友人が、1月6日を祝うためにアコンポン・タウンに世界中から訪れる。